# هیادالا والپولا
هیادالا والپولا (به لاتین: Hiyadala Walpola) یک منطقهٔ مسکونی در سری‌لانکا است که در استان مرکزی (سری‌لانکا) واقع شده‌است.